# Rebalancing (Finanztheorie)
Rebalancing (deutsch Neugewichtung) ist die Umschichtung von Geldanlagen zwecks Wiederherstellung einer zu erzielenden Vermögensallokation (Anlageaufteilung). Es findet also kein Buy and hold statt.
Wenn eine Vermögensallokation verwirklicht wird, wird diese im Laufe der Zeit durch unterschiedliche Wertentwicklung der einzelnen Anlageklassen vom ursprünglichen Zustand abweichen. Dann muss die Zielallokation durch Umschichtung von Geldmitteln zwischen den Anlageklassen des Portfolios wiederhergestellt werden. Praktische Erschwernisse hierfür sind die anfallenden Transaktionskosten und eventuelle steuerliche Nachteile (Kursgewinne müssen versteuert, Kursverluste können abgesetzt werden).
Bei einer aktiven Anlagestrategie werden Umschichtungen vorgenommen, wenn neue öffentliche Informationen bekannt werden (ex ante z. B. über Zinssatz oder die Zusammensetzung des zugrundeliegenden Index wie z. B. DAX) oder bei Verschiebung der relativen Anteile durch Kursgewinne (ex post, z. B. 40/60-Strategie).